# 郑瑛 (1917年)
郑瑛（1917年—），女，湖南长沙人，中华人民共和国政治人物，曾任福建省政协副主席，第三届全国人大代表，第六、七届全国政协委员。